# Élections législatives de 2017 dans le Val-d'Oise
Les élections législatives françaises de 2017 se sont déroulées les 11 et 18 juin. Dans le département du Val-d'Oise, dix députés étaient à élire dans le cadre de dix circonscriptions.

## Élus
| Circonscription                                 | Député sortant        | Parti | Parti | Député élu ou réélu  | Parti | Parti |
| ----------------------------------------------- | --------------------- | ----- | ----- | -------------------- | ----- | ----- |
| 1re                                             | Philippe Houillon*    |       | LR    | Isabelle Muller-Quoy |       | LREM  |
| 2e                                              | Axel Poniatowski      |       | LR    | Guillaume Vuilletet  |       | LREM  |
| 3e                                              | Jean-Noël Carpentier* |       | MDP   | Cécile Rilhac        |       | LREM  |
| 4e                                              | Gérard Sebaoun*       |       | PS    | Naïma Moutchou       |       | LREM  |
| 5e                                              | Philippe Doucet       |       | PS    | Fiona Lazaar         |       | LREM  |
| 6e                                              | François Scellier*    |       | LR    | Nathalie Élimas      |       | MoDem |
| 7e                                              | Jérôme Chartier       |       | LR    | Dominique Da Silva   |       | LREM  |
| 8e                                              | François Pupponi      |       | PS    | François Pupponi     |       | PS    |
| 9e                                              | Jean-Pierre Blazy*    |       | PS    | Zivka Park           |       | LREM  |
| 10e                                             | Dominique Lefebvre    |       | PS    | Aurélien Taché       |       | LREM  |
| * député sortant ne se représentant pas en 2017 |                       |       |       |                      |       |       |

## Rappel des résultats départementaux des élections de 2012
| Parti          | Parti                                | Premier tour | Premier tour | Second tour | Second tour | Sièges |
| Parti          | Parti                                | Voix         | %            | Voix        | %           | Sièges |
| -------------- | ------------------------------------ | ------------ | ------------ | ----------- | ----------- | ------ |
|                | Parti socialiste                     | 110 827      | 29,59        | 149 755     | 41,06       | 5      |
|                | Europe Écologie Les Verts            | 24 484       | 6,54         | 20 155      | 5,53        | 0      |
|                | Divers gauche dont MRC               | 23 398       | 6,25         | 24 185      | 6,63        | 1      |
|                | Majorité présidentielle              | 158 709      | 42,37        | 194 095     | 53,22       | 6      |
|                |                                      |              |              |             |             |        |
|                | Union pour un mouvement populaire    | 117 038      | 31,25        | 170 608     | 46,78       | 4      |
|                | Divers droite dont DLR et PCD        | 9 845        | 2,63         |             |             | 0      |
|                | Parti radical                        | 75           | 0,02         | 0           |             |        |
|                | Droite parlementaire                 | 126 958      | 33,89        | 170 608     | 46,78       | 4      |
|                |                                      |              |              |             |             |        |
|                | Front national                       | 49 753       | 13,28        |             |             | 0      |
|                | Front de gauche                      | 25 089       | 6,70         | 0           |             |        |
|                | Mouvement démocrate                  | 5 927        | 1,58         | 0           |             |        |
|                | Divers écologiste dont LT-LNÉ et AÉI | 4 194        | 1,12         | 0           |             |        |
|                | Extrême gauche dont LO, NPA et POI   | 2 835        | 0,76         | 0           |             |        |
|                | Divers                               | 129          | 0,03         | 0           |             |        |
|                | Extrême droite                       | 979          | 0,26         | 0           |             |        |
|                |                                      |              |              |             |             |        |
| Inscrits       | Inscrits                             | 706 114      | 100,00       | 706 224     | 100,00      | 10     |
| Abstentions    | Abstentions                          | 326 948      | 46,3         | 331 535     | 46,94       |        |
| Votants        | Votants                              | 379 166      | 53,7         | 374 689     | 53,06       |        |
| Blancs et nuls | Blancs et nuls                       | 4 593        | 1,21         | 9 986       | 2,67        |        |
| Exprimés       | Exprimés                             | 374 573      | 98,79        | 364 703     | 97,33       |        |

## Résultats

### Résultats à l'échelle du département
|                                                |                                      |                           |                           |                          |                          |
|                                                |                                      | Premier tour 11 juin 2017 | Premier tour 11 juin 2017 | Second tour 18 juin 2017 | Second tour 18 juin 2017 |
|                                                |                                      |                           |                           |                          |                          |
|                                                |                                      | Nombre                    | % des inscrits            | Nombre                   | % des inscrits           |
| Inscrits                                       | Inscrits                             | 731 303                   | 100,00                    | 731 298                  | 100,00                   |
| Abstentions                                    | Abstentions                          | 410 171                   | 56,09                     | 460 465                  | 62,97                    |
| Votants                                        | Votants                              | 321 132                   | 43,91                     | 270 833                  | 37,03                    |
|                                                |                                      |                           | % des votants             |                          | % des votants            |
| Bulletins blancs                               | Bulletins blancs                     | 4 531                     | 1,41                      | 19 394                   | 7,16                     |
| Bulletins nuls                                 | Bulletins nuls                       | 1 639                     | 0,51                      | 7 440                    | 2,75                     |
| Suffrages exprimés                             | Suffrages exprimés                   | 314 962                   | 98,08                     | 243 999                  | 90,09                    |
|                                                |                                      |                           |                           |                          |                          |
| Étiquette politique                            | Étiquette politique                  | Voix                      | % des exprimés            | Voix                     | % des exprimés           |
|                                                |                                      |                           |                           |                          |                          |
|                                                | La République en marche              | 95 064                    | 30,18                     | 112 874                  | 46,27                    |
|                                                | Les Républicains                     | 55 108                    | 17,50                     | 82 700                   | 33,89                    |
|                                                | La France insoumise                  | 38 964                    | 12,37                     | 9 221                    | 3,78                     |
|                                                | Front national                       | 36 422                    | 11,56                     |                          |                          |
|                                                | Parti socialiste                     | 27 984                    | 8,88                      | 18 699                   | 7,66                     |
|                                                | Écologiste                           | 14 135                    | 4,49                      |                          |                          |
|                                                | Mouvement démocrate                  | 13 897                    | 4,41                      | 15 177                   | 6,22                     |
|                                                | Divers                               | 11 407                    | 3,62                      | 5 328                    | 2,18                     |
|                                                | Parti communiste français            | 8 193                     | 2,60                      |                          |                          |
|                                                | Union des démocrates et indépendants | 3 275                     | 1,04                      |                          |                          |
|                                                | Extrême gauche                       | 2 969                     | 0,94                      |                          |                          |
|                                                | Divers gauche                        | 2 246                     | 0,71                      |                          |                          |
|                                                | Extrême droite                       | 2 226                     | 0,71                      |                          |                          |
|                                                | Debout la France                     | 1 520                     | 0,48                      |                          |                          |
|                                                | Divers droite                        | 1 318                     | 0,42                      |                          |                          |
|                                                | Régionaliste                         | 234                       | 0,07                      |                          |                          |
| Source : Ministère de l'Intérieur - Val-d'Oise |                                      |                           |                           |                          |                          |

### Résultats par circonscription

#### Première circonscription
Député sortant : Philippe Houillon (Les Républicains).
|                                                                            |                                                                                            |                           |                           |                          |                          |
|                                                                            |                                                                                            | Premier tour 11 juin 2017 | Premier tour 11 juin 2017 | Second tour 18 juin 2017 | Second tour 18 juin 2017 |
|                                                                            |                                                                                            |                           |                           |                          |                          |
|                                                                            |                                                                                            | Nombre                    | % des inscrits            | Nombre                   | % des inscrits           |
| Inscrits                                                                   | Inscrits                                                                                   | 81 547                    | 100,00                    | 81 549                   | 100,00                   |
| Abstentions                                                                | Abstentions                                                                                | 42 328                    | 51,91                     | 49 250                   | 60,39                    |
| Votants                                                                    | Votants                                                                                    | 39 219                    | 48,09                     | 32 299                   | 39,61                    |
|                                                                            |                                                                                            |                           | % des votants             |                          | % des votants            |
| Bulletins blancs                                                           | Bulletins blancs                                                                           | 599                       | 1,53                      | 3 062                    | 9,48                     |
| Bulletins nuls                                                             | Bulletins nuls                                                                             | 168                       | 0,43                      | 841                      | 2,60                     |
| Suffrages exprimés                                                         | Suffrages exprimés                                                                         | 38 452                    | 98,04                     | 28 396                   | 87,92                    |
|                                                                            |                                                                                            |                           |                           |                          |                          |
| Candidat Étiquette politique (partis et alliances)                         | Candidat Étiquette politique (partis et alliances)                                         | Voix                      | % des exprimés            | Voix                     | % des exprimés           |
|                                                                            |                                                                                            |                           |                           |                          |                          |
|                                                                            | Isabelle Muller-Quoy La République en marche                                               | 13 817                    | 35,93                     | 15 400                   | 54,23                    |
|                                                                            | Antoine Savignat Les Républicains (Union des démocrates et indépendants)                   | 6 827                     | 17,75                     | 12 996                   | 45,77                    |
|                                                                            | Denise Cornet Front national                                                               | 5 886                     | 15,31                     |                          |                          |
|                                                                            | Leïla Saïb La France insoumise                                                             | 3 895                     | 10,13                     |                          |                          |
|                                                                            | Sandra Nguyen-Derosier Parti socialiste                                                    | 2 107                     | 5,48                      |                          |                          |
|                                                                            | Bénédicte Ariès Europe Écologie Les Verts                                                  | 1 486                     | 3,86                      |                          |                          |
|                                                                            | Brigitte Poli Parti communiste français                                                    | 988                       | 2,57                      |                          |                          |
|                                                                            | Albert Lapeyre Écologiste (Le Trèfle - Confédération pour l'homme, l'animal et la planète) | 839                       | 2,18                      |                          |                          |
|                                                                            | Michel Boisnault Divers droite (577-Les Indépendants)                                      | 719                       | 1,87                      |                          |                          |
|                                                                            | Huguette François Extrême droite (Union des Patriotes)                                     | 491                       | 1,28                      |                          |                          |
|                                                                            | Lionel Mabille Divers (Union populaire républicaine)                                       | 374                       | 0,97                      |                          |                          |
|                                                                            | Thierry Sallantin Écologiste (Alliance écologiste indépendante)                            | 321                       | 0,83                      |                          |                          |
|                                                                            | Hélène Halbin Lutte ouvrière                                                               | 304                       | 0,79                      |                          |                          |
|                                                                            | Brigitte Gilibert Extrême droite (Souveraineté, identité et libertés)                      | 300                       | 0,78                      |                          |                          |
|                                                                            | Mistafa Fanouni Divers                                                                     | 94                        | 0,24                      |                          |                          |
|                                                                            | Katia Lebaillif Divers (Parti du vote blanc)                                               | 2                         | 0,01                      |                          |                          |
|                                                                            | Élisabeth Gaucher Régionaliste (Régions et peuples solidaires)                             | 2                         | 0,01                      |                          |                          |
|                                                                            | Anne-Sophie Vuillemin Divers droite                                                        | 0                         | 0,00                      |                          |                          |
|                                                                            | Rudy Bruyelle Divers                                                                       | 0                         | 0,00                      |                          |                          |
| Source : Ministère de l'Intérieur - Première circonscription du Val-d'Oise |                                                                                            |                           |                           |                          |                          |

#### Deuxième circonscription
Député sortant : Axel Poniatowski (Les Républicains).
|                                                                            |                                                                                           |                           |                           |                          |                          |
|                                                                            |                                                                                           | Premier tour 11 juin 2017 | Premier tour 11 juin 2017 | Second tour 18 juin 2017 | Second tour 18 juin 2017 |
|                                                                            |                                                                                           |                           |                           |                          |                          |
|                                                                            |                                                                                           | Nombre                    | % des inscrits            | Nombre                   | % des inscrits           |
| Inscrits                                                                   | Inscrits                                                                                  | 76 534                    | 100,00                    | 76 522                   | 100,00                   |
| Abstentions                                                                | Abstentions                                                                               | 39 521                    | 51,64                     | 45 048                   | 58,87                    |
| Votants                                                                    | Votants                                                                                   | 37 013                    | 48,36                     | 31 474                   | 41,13                    |
|                                                                            |                                                                                           |                           | % des votants             |                          | % des votants            |
| Bulletins blancs                                                           | Bulletins blancs                                                                          | 426                       | 1,15                      | 2 280                    | 7,24                     |
| Bulletins nuls                                                             | Bulletins nuls                                                                            | 144                       | 0,39                      | 663                      | 2,11                     |
| Suffrages exprimés                                                         | Suffrages exprimés                                                                        | 36 443                    | 98,46                     | 28 531                   | 90,65                    |
|                                                                            |                                                                                           |                           |                           |                          |                          |
| Candidat Étiquette politique (partis et alliances)                         | Candidat Étiquette politique (partis et alliances)                                        | Voix                      | % des exprimés            | Voix                     | % des exprimés           |
|                                                                            |                                                                                           |                           |                           |                          |                          |
|                                                                            | Guillaume Vuilletet La République en marche                                               | 12 921                    | 35,46                     | 14 539                   | 50,96                    |
|                                                                            | Axel Poniatowski (député sortant) Les Républicains (Union des démocrates et indépendants) | 8 909                     | 24,45                     | 13 992                   | 49,04                    |
|                                                                            | Sylvie Geoffroy-Martin La France insoumise                                                | 4 685                     | 12,86                     |                          |                          |
|                                                                            | Stéphane Capdet Front national                                                            | 4 091                     | 11,23                     |                          |                          |
|                                                                            | Ayda Hadizadeh Parti socialiste                                                           | 2 010                     | 5,52                      |                          |                          |
|                                                                            | Marc Denis Europe Écologie Les Verts                                                      | 1 515                     | 4,16                      |                          |                          |
|                                                                            | Jean-Michel Ruiz Parti communiste français                                                | 670                       | 1,84                      |                          |                          |
|                                                                            | Philippe Vinet Debout la France                                                           | 462                       | 1,27                      |                          |                          |
|                                                                            | Christophe Hayes Divers (Union populaire républicaine)                                    | 288                       | 0,79                      |                          |                          |
|                                                                            | Philippe Moulines Extrême droite (Souveraineté, identité et libertés)                     | 259                       | 0,71                      |                          |                          |
|                                                                            | Cecilia Carvajal Delgado Divers (Parti du vote blanc)                                     | 250                       | 0,69                      |                          |                          |
|                                                                            | Abdel-Basett Neftia Lutte ouvrière                                                        | 211                       | 0,58                      |                          |                          |
|                                                                            | Mokhtar Mamlouk Divers gauche (Mouvement des progressistes)                               | 69                        | 0,19                      |                          |                          |
|                                                                            | Naima Abbassi Écologiste (Alliance écologiste indépendante)                               | 68                        | 0,19                      |                          |                          |
|                                                                            | Yavuz Ozdemir Divers (Parti égalité et justice)                                           | 35                        | 0,10                      |                          |                          |
| Source : Ministère de l'Intérieur - Deuxième circonscription du Val-d'Oise |                                                                                           |                           |                           |                          |                          |

#### Troisième circonscription
Député sortant : Jean-Noël Carpentier (Mouvement des progressistes).
|                                                                             |                                                                         |                           |                           |                          |                          |
|                                                                             |                                                                         | Premier tour 11 juin 2017 | Premier tour 11 juin 2017 | Second tour 18 juin 2017 | Second tour 18 juin 2017 |
|                                                                             |                                                                         |                           |                           |                          |                          |
|                                                                             |                                                                         | Nombre                    | % des inscrits            | Nombre                   | % des inscrits           |
| Inscrits                                                                    | Inscrits                                                                | 91 580                    | 100,00                    | 91 577                   | 100,00                   |
| Abstentions                                                                 | Abstentions                                                             | 48 272                    | 52,71                     | 56 259                   | 61,43                    |
| Votants                                                                     | Votants                                                                 | 43 308                    | 47,29                     | 35 318                   | 38,57                    |
|                                                                             |                                                                         |                           | % des votants             |                          | % des votants            |
| Bulletins blancs                                                            | Bulletins blancs                                                        | 520                       | 1,20                      | 2 745                    | 7,77                     |
| Bulletins nuls                                                              | Bulletins nuls                                                          | 175                       | 0,40                      | 916                      | 2,59                     |
| Suffrages exprimés                                                          | Suffrages exprimés                                                      | 42 613                    | 98,40                     | 31 657                   | 89,63                    |
|                                                                             |                                                                         |                           |                           |                          |                          |
| Candidat Étiquette politique (partis et alliances)                          | Candidat Étiquette politique (partis et alliances)                      | Voix                      | % des exprimés            | Voix                     | % des exprimés           |
|                                                                             |                                                                         |                           |                           |                          |                          |
|                                                                             | Cécile Rilhac La République en marche (Mouvement des progressistes)     | 17 105                    | 40,14                     | 18 464                   | 58,33                    |
|                                                                             | Nicole Lanaspre Les Républicains (Union des démocrates et indépendants) | 7 128                     | 16,73                     | 13 193                   | 41,67                    |
|                                                                             | Sébastien Davignon La France insoumise                                  | 5 640                     | 13,24                     |                          |                          |
|                                                                             | Fabienne Daumas Front national                                          | 4 908                     | 11,52                     |                          |                          |
|                                                                             | Nelly Leon Parti socialiste                                             | 2 024                     | 4,75                      |                          |                          |
|                                                                             | Pierrette Borgne Europe Écologie Les Verts                              | 1 351                     | 3,17                      |                          |                          |
|                                                                             | Laurent Jallu Parti communiste français                                 | 962                       | 2,26                      |                          |                          |
|                                                                             | Pascal Beuret Divers (Parti animaliste)                                 | 687                       | 1,61                      |                          |                          |
|                                                                             | Marie-Martine Hulot Écologiste (Alliance écologiste indépendante)       | 680                       | 1,60                      |                          |                          |
|                                                                             | Alexandre Simonnot Extrême droite (Union des Patriotes)                 | 569                       | 1,34                      |                          |                          |
|                                                                             | Clément Corbeaux Divers (Union populaire républicaine)                  | 479                       | 1,12                      |                          |                          |
|                                                                             | Olivier Corps Divers                                                    | 283                       | 0,66                      |                          |                          |
|                                                                             | Christophe Bertholet Divers                                             | 269                       | 0,63                      |                          |                          |
|                                                                             | Muriel Monchal Lutte ouvrière                                           | 242                       | 0,57                      |                          |                          |
|                                                                             | Michel Picquenot Régionaliste (Nouvelle Donne)                          | 232                       | 0,54                      |                          |                          |
|                                                                             | Alain Poupard Extrême gauche (Parti ouvrier indépendant démocratique)   | 54                        | 0,13                      |                          |                          |
| Source : Ministère de l'Intérieur - Troisième circonscription du Val-d'Oise |                                                                         |                           |                           |                          |                          |

#### Quatrième circonscription
Député sortant : Gérard Sebaoun (Parti socialiste).
|                                                                             |                                                                            |                           |                           |                          |                          |
|                                                                             |                                                                            | Premier tour 11 juin 2017 | Premier tour 11 juin 2017 | Second tour 18 juin 2017 | Second tour 18 juin 2017 |
|                                                                             |                                                                            |                           |                           |                          |                          |
|                                                                             |                                                                            | Nombre                    | % des inscrits            | Nombre                   | % des inscrits           |
| Inscrits                                                                    | Inscrits                                                                   | 76 060                    | 100,00                    | 76 061                   | 100,00                   |
| Abstentions                                                                 | Abstentions                                                                | 40 045                    | 52,65                     | 46 109                   | 60,62                    |
| Votants                                                                     | Votants                                                                    | 36 015                    | 47,35                     | 29 952                   | 39,38                    |
|                                                                             |                                                                            |                           | % des votants             |                          | % des votants            |
| Bulletins blancs                                                            | Bulletins blancs                                                           | 431                       | 1,20                      | 2 170                    | 7,24                     |
| Bulletins nuls                                                              | Bulletins nuls                                                             | 148                       | 0,41                      | 694                      | 2,32                     |
| Suffrages exprimés                                                          | Suffrages exprimés                                                         | 35 436                    | 98,39                     | 27 088                   | 90,44                    |
|                                                                             |                                                                            |                           |                           |                          |                          |
| Candidat Étiquette politique (partis et alliances)                          | Candidat Étiquette politique (partis et alliances)                         | Voix                      | % des exprimés            | Voix                     | % des exprimés           |
|                                                                             |                                                                            |                           |                           |                          |                          |
|                                                                             | Naïma Moutchou La République en marche                                     | 14 620                    | 41,26                     | 16 081                   | 59,37                    |
|                                                                             | Claude Bodin Les Républicains (Union des démocrates et indépendants)       | 6 028                     | 17,01                     | 11 007                   | 40,63                    |
|                                                                             | Olivia Nalpas Front national                                               | 4 003                     | 11,30                     |                          |                          |
|                                                                             | Cathy Pinheiro La France insoumise                                         | 3 951                     | 11,15                     |                          |                          |
|                                                                             | Marie-José Beaulande Parti socialiste                                      | 2 313                     | 6,53                      |                          |                          |
|                                                                             | Emmanuel Rodriguez Europe Écologie Les Verts                               | 1 319                     | 3,72                      |                          |                          |
|                                                                             | Emmanuel Landreau Union des démocrates et indépendants (Les Centristes)    | 672                       | 1,90                      |                          |                          |
|                                                                             | Philippe Lange Divers (Parti animaliste)                                   | 563                       | 1,59                      |                          |                          |
|                                                                             | Estelle Auboin Parti communiste français                                   | 555                       | 1,57                      |                          |                          |
|                                                                             | Cédric Doriol Divers (#MaVoix)                                             | 423                       | 1,19                      |                          |                          |
|                                                                             | Marie-Christine Michel Extrême droite (Souveraineté, identité et libertés) | 291                       | 0,82                      |                          |                          |
|                                                                             | Liudmila Tesson Divers (Union populaire républicaine)                      | 283                       | 0,80                      |                          |                          |
|                                                                             | Marie-Françoise L'Hommedet Lutte ouvrière                                  | 272                       | 0,77                      |                          |                          |
|                                                                             | Dany Mercier Divers gauche (Mouvement des progressistes)                   | 84                        | 0,24                      |                          |                          |
|                                                                             | Michel Lucarelli Extrême gauche (Parti ouvrier indépendant démocratique)   | 59                        | 0,17                      |                          |                          |
| Source : Ministère de l'Intérieur - Quatrième circonscription du Val-d'Oise |                                                                            |                           |                           |                          |                          |

#### Cinquième circonscription
Député sortant : Philippe Doucet (Parti socialiste).
|                                                                             |                                                                               |                           |                           |                          |                          |
|                                                                             |                                                                               | Premier tour 11 juin 2017 | Premier tour 11 juin 2017 | Second tour 18 juin 2017 | Second tour 18 juin 2017 |
|                                                                             |                                                                               |                           |                           |                          |                          |
|                                                                             |                                                                               | Nombre                    | % des inscrits            | Nombre                   | % des inscrits           |
| Inscrits                                                                    | Inscrits                                                                      | 68 483                    | 100,00                    | 68 484                   | 100,00                   |
| Abstentions                                                                 | Abstentions                                                                   | 41 252                    | 60,24                     | 45 100                   | 65,85                    |
| Votants                                                                     | Votants                                                                       | 27 231                    | 39,76                     | 23 384                   | 34,15                    |
|                                                                             |                                                                               |                           | % des votants             |                          | % des votants            |
| Bulletins blancs                                                            | Bulletins blancs                                                              | 434                       | 1,59                      | 1 737                    | 7,43                     |
| Bulletins nuls                                                              | Bulletins nuls                                                                | 165                       | 0,61                      | 677                      | 2,90                     |
| Suffrages exprimés                                                          | Suffrages exprimés                                                            | 26 632                    | 97,80                     | 20 970                   | 89,68                    |
|                                                                             |                                                                               |                           |                           |                          |                          |
| Candidat Étiquette politique (partis et alliances)                          | Candidat Étiquette politique (partis et alliances)                            | Voix                      | % des exprimés            | Voix                     | % des exprimés           |
|                                                                             |                                                                               |                           |                           |                          |                          |
|                                                                             | Fiona Lazaar La République en marche                                          | 7 975                     | 29,95                     | 12 523                   | 59,72                    |
|                                                                             | Philippe Doucet (député sortant) Parti socialiste                             | 4 514                     | 16,95                     | 8 447                    | 40,28                    |
|                                                                             | Françoise Pacha-Stiegler La France insoumise                                  | 3 658                     | 13,74                     |                          |                          |
|                                                                             | Gilles Savry Les Républicains (Union des démocrates et indépendants)          | 3 506                     | 13,16                     |                          |                          |
|                                                                             | Pierre Renucci Front national                                                 | 2 630                     | 9,88                      |                          |                          |
|                                                                             | Dominique Lesparre Parti communiste français                                  | 2 118                     | 7,95                      |                          |                          |
|                                                                             | Pascal Bertolini Europe Écologie Les Verts                                    | 647                       | 2,43                      |                          |                          |
|                                                                             | Fabrice David Écologiste (Confédération pour l'homme, l'animal et la planète) | 455                       | 1,71                      |                          |                          |
|                                                                             | Dominique Mariette Lutte ouvrière                                             | 440                       | 1,65                      |                          |                          |
|                                                                             | Franck Debeaud Divers droite (Parti chrétien-démocrate)                       | 249                       | 0,93                      |                          |                          |
|                                                                             | Leïla Louchart Divers (Union populaire républicaine)                          | 226                       | 0,85                      |                          |                          |
|                                                                             | Stanley Paraison Divers                                                       | 167                       | 0,63                      |                          |                          |
|                                                                             | Souad Aumigny Écologiste (Mouvement 100 %)                                    | 47                        | 0,18                      |                          |                          |
| Source : Ministère de l'Intérieur - Cinquième circonscription du Val-d'Oise |                                                                               |                           |                           |                          |                          |

#### Sixième circonscription
Député sortant : François Scellier (Parti radical).
|                                                                           | |                           |                           |                          |                          |
|                                                                           | | Premier tour 11 juin 2017 | Premier tour 11 juin 2017 | Second tour 18 juin 2017 | Second tour 18 juin 2017 |
|                                                                           | |                           |                           |                          |                          |
|                                                                           | | Nombre                    | % des inscrits            | Nombre                   | % des inscrits           |
| Inscrits                                                                  | Inscrits | 76 435                    | 100,00                    | 76 438                   | 100,00                   |
| Abstentions                                                               | Abstentions | 41 499                    | 54,29                     | 46 832                   | 61,27                    |
| Votants                                                                   | Votants | 34 936                    | 45,71                     | 29 606                   | 38,73                    |
|                                                                           | |                           | % des votants             |                          | % des votants            |
| Bulletins blancs                                                          | Bulletins blancs                                                                                                | 375                       | 1,07                      | 1 581                    | 5,34                     |
| Bulletins nuls                                                            | Bulletins nuls                                                                                                  | 156                       | 0,45                      | 1 452                    | 4,90                     |
| Suffrages exprimés                                                        | Suffrages exprimés                                                                                              | 34 405                    | 98,48                     | 26 573                   | 89,76                    |
|                                                                           | |                           |                           |                          |                          |
| Candidat Étiquette politique (partis et alliances)                        | Candidat Étiquette politique (partis et alliances)                                                              | Voix                      | % des exprimés            | Voix                     | % des exprimés           |
|                                                                           | |                           |                           |                          |                          |
|                                                                           | Nathalie Élimas Mouvement démocrate (La République en marche)                                                   | 13 897                    | 40,39                     | 15 177                   | 57,11                    |
|                                                                           | Luc Strehaiano Les Républicains (Union des démocrates et indépendants)                                          | 7 910                     | 22,99                     | 11 396                   | 42,89                    |
|                                                                           | Serge Grossvak La France insoumise                                                                              | 4 135                     | 12,02                     |                          |                          |
|                                                                           | Jean-Michel Dubois Front national                                                                               | 2 896                     | 8,42                      |                          |                          |
|                                                                           | Guilaine Pestie Parti socialiste (Parti socialiste - Union des démocrates et des écologistes - Front démocrate) | 1 493                     | 4,34                      |                          |                          |
|                                                                           | François Delcombre Europe Écologie Les Verts                                                                    | 1 278                     | 3,71                      |                          |                          |
|                                                                           | Leila Addou Parti communiste français                                                                           | 702                       | 2,04                      |                          |                          |
|                                                                           | Alexandra Ferreira Divers (Parti animaliste)                                                                    | 523                       | 1,52                      |                          |                          |
|                                                                           | Dimitar Krastev Debout la France                                                                                | 378                       | 1,10                      |                          |                          |
|                                                                           | Agnès Reinmann Lutte ouvrière                                                                                   | 259                       | 0,75                      |                          |                          |
|                                                                           | Léonard Diers Divers (Union populaire républicaine)                                                             | 250                       | 0,73                      |                          |                          |
|                                                                           | Yohan Penel Divers (La Relève citoyenne)                                                                        | 221                       | 0,64                      |                          |                          |
|                                                                           | Anne Haimart Divers droite (Parti chrétien-démocrate)                                                           | 214                       | 0,62                      |                          |                          |
|                                                                           | Salim Meghiche Extrême droite (Souveraineté, identité et libertés)                                              | 139                       | 0,40                      |                          |                          |
|                                                                           | Salim Drai Divers gauche (Mouvement des progressistes)                                                          | 110                       | 0,32                      |                          |                          |
| Source : Ministère de l'Intérieur - Sixième circonscription du Val-d'Oise | |                           |                           |                          |                          |

#### Septième circonscription
Député sortant : Jérôme Chartier (Les Républicains).
|                                                                            |                                                                                          |                           |                           |                          |                          |
|                                                                            |                                                                                          | Premier tour 11 juin 2017 | Premier tour 11 juin 2017 | Second tour 18 juin 2017 | Second tour 18 juin 2017 |
|                                                                            |                                                                                          |                           |                           |                          |                          |
|                                                                            |                                                                                          | Nombre                    | % des inscrits            | Nombre                   | % des inscrits           |
| Inscrits                                                                   | Inscrits                                                                                 | 69 588                    | 100,00                    | 69 588                   | 100,00                   |
| Abstentions                                                                | Abstentions                                                                              | 39 148                    | 56,26                     | 43 435                   | 62,42                    |
| Votants                                                                    | Votants                                                                                  | 30 440                    | 43,74                     | 26 153                   | 37,58                    |
|                                                                            |                                                                                          |                           | % des votants             |                          | % des votants            |
| Bulletins blancs                                                           | Bulletins blancs                                                                         | 338                       | 1,11                      | 1 792                    | 6,85                     |
| Bulletins nuls                                                             | Bulletins nuls                                                                           | 151                       | 0,50                      | 602                      | 2,30                     |
| Suffrages exprimés                                                         | Suffrages exprimés                                                                       | 29 951                    | 98,39                     | 23 759                   | 90,85                    |
|                                                                            |                                                                                          |                           |                           |                          |                          |
| Candidat Étiquette politique (partis et alliances)                         | Candidat Étiquette politique (partis et alliances)                                       | Voix                      | % des exprimés            | Voix                     | % des exprimés           |
|                                                                            |                                                                                          |                           |                           |                          |                          |
|                                                                            | Dominique Da Silva La République en marche                                               | 10 776                    | 35,98                     | 12 801                   | 53,88                    |
|                                                                            | Jérôme Chartier (député sortant) Les Républicains (Union des démocrates et indépendants) | 7 265                     | 24,26                     | 10 958                   | 46,12                    |
|                                                                            | Gilles Monsillon La France insoumise                                                     | 3 837                     | 12,81                     |                          |                          |
|                                                                            | Bruno Marcel Front national                                                              | 3 147                     | 10,51                     |                          |                          |
|                                                                            | Rita Maalouf Parti socialiste                                                            | 2 382                     | 7,95                      |                          |                          |
|                                                                            | Célia Jousserand Europe Écologie Les Verts                                               | 1 104                     | 3,69                      |                          |                          |
|                                                                            | Nicole Le Manach Parti communiste français                                               | 430                       | 1,44                      |                          |                          |
|                                                                            | Christine Jacquelet Écologiste (Alliance écologiste indépendante)                        | 314                       | 1,05                      |                          |                          |
|                                                                            | Philippe Mounier Divers (Union populaire républicaine)                                   | 304                       | 1,01                      |                          |                          |
|                                                                            | Gilles Bonhomme Lutte ouvrière                                                           | 207                       | 0,69                      |                          |                          |
|                                                                            | Lisa Luchier Divers gauche (Nouvelle Donne)                                              | 185                       | 0,62                      |                          |                          |
| Source : Ministère de l'Intérieur - Septième circonscription du Val-d'Oise |                                                                                          |                           |                           |                          |                          |

#### Huitième circonscription
Député sortant : François Pupponi (Parti socialiste).
|                                                                            |                                                                                   |                           |                           |                          |                          |
|                                                                            |                                                                                   | Premier tour 11 juin 2017 | Premier tour 11 juin 2017 | Second tour 18 juin 2017 | Second tour 18 juin 2017 |
|                                                                            |                                                                                   |                           |                           |                          |                          |
|                                                                            |                                                                                   | Nombre                    | % des inscrits            | Nombre                   | % des inscrits           |
| Inscrits                                                                   | Inscrits                                                                          | 54 551                    | 100,00                    | 54 554                   | 100,00                   |
| Abstentions                                                                | Abstentions                                                                       | 37 046                    | 67,91                     | 37 681                   | 69,07                    |
| Votants                                                                    | Votants                                                                           | 17 505                    | 32,09                     | 16 873                   | 30,93                    |
|                                                                            |                                                                                   |                           | % des votants             |                          | % des votants            |
| Bulletins blancs                                                           | Bulletins blancs                                                                  | 438                       | 2,50                      | 859                      | 5,09                     |
| Bulletins nuls                                                             | Bulletins nuls                                                                    | 196                       | 1,12                      | 434                      | 2,57                     |
| Suffrages exprimés                                                         | Suffrages exprimés                                                                | 16 871                    | 96,38                     | 15 580                   | 92,34                    |
|                                                                            |                                                                                   |                           |                           |                          |                          |
| Candidat Étiquette politique (partis et alliances)                         | Candidat Étiquette politique (partis et alliances)                                | Voix                      | % des exprimés            | Voix                     | % des exprimés           |
|                                                                            |                                                                                   |                           |                           |                          |                          |
|                                                                            | François Pupponi (député sortant) Parti socialiste                                | 6 474                     | 38,37                     | 10 252                   | 65,80                    |
|                                                                            | Samy Debah Divers                                                                 | 2 352                     | 13,94                     | 5 328                    | 34,20                    |
|                                                                            | Pamela Hocini La France insoumise                                                 | 2 035                     | 12,06                     |                          |                          |
|                                                                            | Tifanny Alleau Front national                                                     | 1 944                     | 11,52                     |                          |                          |
|                                                                            | Chantal Grolier Union des démocrates et indépendants (Les Républicains)           | 1 844                     | 10,93                     |                          |                          |
|                                                                            | Mohammed Farid Parti communiste français                                          | 481                       | 2,85                      |                          |                          |
|                                                                            | Jean-Didier Dossou Divers                                                         | 409                       | 2,42                      |                          |                          |
|                                                                            | Laëtitia Zidée Europe Écologie Les Verts                                          | 324                       | 1,92                      |                          |                          |
|                                                                            | Marie-Laure Yapi Divers (Union populaire républicaine)                            | 230                       | 1,36                      |                          |                          |
|                                                                            | Adhal Bara Divers (À nous la démocratie !)                                        | 173                       | 1,03                      |                          |                          |
|                                                                            | Pierre Valesa Écologiste (Alliance écologiste indépendante)                       | 170                       | 1,01                      |                          |                          |
|                                                                            | Rémi Gajdos Lutte ouvrière                                                        | 145                       | 0,86                      |                          |                          |
|                                                                            | Aysenur Catakli Divers (Parti égalité et justice)                                 | 117                       | 0,69                      |                          |                          |
|                                                                            | Farid Saidani Écologiste                                                          | 90                        | 0,53                      |                          |                          |
|                                                                            | Navaz Mouhamadaly Écologiste (Confédération pour l'homme, l'animal et la planète) | 83                        | 0,49                      |                          |                          |
| Source : Ministère de l'Intérieur - Huitième circonscription du Val-d'Oise |                                                                                   |                           |                           |                          |                          |

#### Neuvième circonscription
Député sortant : Jean-Pierre Blazy (Parti socialiste).
|                                                                            |                                                                         |                           |                           |                          |                          |
|                                                                            |                                                                         | Premier tour 11 juin 2017 | Premier tour 11 juin 2017 | Second tour 18 juin 2017 | Second tour 18 juin 2017 |
|                                                                            |                                                                         |                           |                           |                          |                          |
|                                                                            |                                                                         | Nombre                    | % des inscrits            | Nombre                   | % des inscrits           |
| Inscrits                                                                   | Inscrits                                                                | 69 985                    | 100,00                    | 69 985                   | 100,00                   |
| Abstentions                                                                | Abstentions                                                             | 43 157                    | 61,67                     | 48 574                   | 69,41                    |
| Votants                                                                    | Votants                                                                 | 26 828                    | 38,33                     | 21 411                   | 30,59                    |
|                                                                            |                                                                         |                           | % des votants             |                          | % des votants            |
| Bulletins blancs                                                           | Bulletins blancs                                                        | 456                       | 1,70                      | 1 730                    | 8,08                     |
| Bulletins nuls                                                             | Bulletins nuls                                                          | 208                       | 0,78                      | 732                      | 3,42                     |
| Suffrages exprimés                                                         | Suffrages exprimés                                                      | 26 164                    | 97,52                     | 18 949                   | 88,50                    |
|                                                                            |                                                                         |                           |                           |                          |                          |
| Candidat Étiquette politique (partis et alliances)                         | Candidat Étiquette politique (partis et alliances)                      | Voix                      | % des exprimés            | Voix                     | % des exprimés           |
|                                                                            |                                                                         |                           |                           |                          |                          |
|                                                                            | Zivka Park La République en marche                                      | 7 571                     | 28,94                     | 9 791                    | 51,67                    |
|                                                                            | Anthony Arciero Les Républicains (Union des démocrates et indépendants) | 4 138                     | 15,82                     | 9 158                    | 48,33                    |
|                                                                            | Mikael Sala Front national                                              | 4 015                     | 15,35                     |                          |                          |
|                                                                            | Véronique Danet-Dupuis La France insoumise                              | 3 091                     | 11,81                     |                          |                          |
|                                                                            | Abdelaziz Hamida Divers gauche                                          | 1 507                     | 5,76                      |                          |                          |
|                                                                            | Luc Broussy Parti socialiste                                            | 1 404                     | 5,37                      |                          |                          |
|                                                                            | Dominique Dufumier Europe Écologie Les Verts                            | 819                       | 3,13                      |                          |                          |
|                                                                            | Thierry Chiabodo Parti communiste français                              | 809                       | 3,09                      |                          |                          |
|                                                                            | Adeline Roldao-Martins Union des démocrates et indépendants             | 759                       | 2,90                      |                          |                          |
|                                                                            | Denis Vigouroux Debout la France                                        | 680                       | 2,60                      |                          |                          |
|                                                                            | Sophie Rueg Divers (Parti animaliste)                                   | 342                       | 1,31                      |                          |                          |
|                                                                            | Danièle Hanryon Lutte ouvrière                                          | 231                       | 0,88                      |                          |                          |
|                                                                            | Marie Cléro Divers (Union populaire républicaine)                       | 205                       | 0,78                      |                          |                          |
|                                                                            | Karim Ouchikh Extrême droite (Souveraineté, identité et libertés)       | 177                       | 0,68                      |                          |                          |
|                                                                            | Luc-Éric Krief Divers droite (577-Les Indépendants)                     | 124                       | 0,47                      |                          |                          |
|                                                                            | Yann Hervet Divers gauche                                               | 108                       | 0,41                      |                          |                          |
|                                                                            | Mohamed Najib Extrême gauche (La France insoumise diss.)                | 87                        | 0,33                      |                          |                          |
|                                                                            | Phi Son Nguyen Divers                                                   | 56                        | 0,21                      |                          |                          |
|                                                                            | Gérald Todaro Divers                                                    | 41                        | 0,16                      |                          |                          |
| Source : Ministère de l'Intérieur - Neuvième circonscription du Val-d'Oise |                                                                         |                           |                           |                          |                          |

#### Dixième circonscription
Député sortant : Dominique Lefebvre (Parti socialiste), éliminé dès le premier tour.
|                                                                           |                                                                                       |                           |                           |                          |                          |
|                                                                           |                                                                                       | Premier tour 11 juin 2017 | Premier tour 11 juin 2017 | Second tour 18 juin 2017 | Second tour 18 juin 2017 |
|                                                                           |                                                                                       |                           |                           |                          |                          |
|                                                                           |                                                                                       | Nombre                    | % des inscrits            | Nombre                   | % des inscrits           |
| Inscrits                                                                  | Inscrits                                                                              | 66 540                    | 100,00                    | 66 540                   | 100,00                   |
| Abstentions                                                               | Abstentions                                                                           | 37 903                    | 56,96                     | 42 177                   | 63,39                    |
| Votants                                                                   | Votants                                                                               | 28 637                    | 43,04                     | 24 363                   | 36,61                    |
|                                                                           |                                                                                       |                           | % des votants             |                          | % des votants            |
| Bulletins blancs                                                          | Bulletins blancs                                                                      | 514                       | 1,79                      | 1 438                    | 5,90                     |
| Bulletins nuls                                                            | Bulletins nuls                                                                        | 128                       | 0,45                      | 429                      | 1,76                     |
| Suffrages exprimés                                                        | Suffrages exprimés                                                                    | 27 995                    | 97,76                     | 22 496                   | 92,34                    |
|                                                                           |                                                                                       |                           |                           |                          |                          |
| Candidat Étiquette politique (partis et alliances)                        | Candidat Étiquette politique (partis et alliances)                                    | Voix                      | % des exprimés            | Voix                     | % des exprimés           |
|                                                                           |                                                                                       |                           |                           |                          |                          |
|                                                                           | Aurélien Taché La République en marche                                                | 10 279                    | 36,72                     | 13 275                   | 59,01                    |
|                                                                           | Katia Noin Ledanois La France insoumise                                               | 4 037                     | 14,42                     | 9 221                    | 40,99                    |
|                                                                           | Virginie Tinland Les Républicains (Union des démocrates et indépendants)              | 3 397                     | 12,13                     |                          |                          |
|                                                                           | Dominique Lefebvre (député sortant) Parti socialiste                                  | 3 263                     | 11,66                     |                          |                          |
|                                                                           | Anne Cloutier Front national                                                          | 2 902                     | 10,37                     |                          |                          |
|                                                                           | Dominique Damour Europe Écologie Les Verts                                            | 1 184                     | 4,23                      |                          |                          |
|                                                                           | Rida Boultame Divers (Mouvement démocrate)                                            | 635                       | 2,27                      |                          |                          |
|                                                                           | Maxime Loubar Divers (Allons enfants)                                                 | 616                       | 2,20                      |                          |                          |
|                                                                           | Françoise Courtin Parti communiste français                                           | 478                       | 1,71                      |                          |                          |
|                                                                           | Jean-François Wyss Divers (Union populaire républicaine)                              | 326                       | 1,16                      |                          |                          |
|                                                                           | Éric Cassan Lutte ouvrière                                                            | 233                       | 0,83                      |                          |                          |
|                                                                           | François Lefebvre des Noëttes Extrême gauche (Parti ouvrier indépendant démocratique) | 225                       | 0,80                      |                          |                          |
|                                                                           | Flore Davesne Divers                                                                  | 184                       | 0,66                      |                          |                          |
|                                                                           | Sylvain de Smet Divers gauche                                                         | 183                       | 0,65                      |                          |                          |
|                                                                           | Viki Mittoo Écologiste                                                                | 41                        | 0,15                      |                          |                          |
|                                                                           | Jean-Christophe Loza Divers droite (Parti chrétien-démocrate)                         | 12                        | 0,04                      |                          |                          |
| Source : Ministère de l'Intérieur - Dixième circonscription du Val-d'Oise |                                                                                       |                           |                           |                          |                          |